# 王远知
王远知（528年—635年），字德广，琅玡郡临沂县人（今山东省临沂市），是茅山宗第十代宗师。

## 家世
- 祖父：王景贤，南朝梁征北将军、江州刺史。
- 父亲：王昙选，南朝梁散骑常侍、太子左卫率、轻车将军、吴宁县子，陈车骑将军、青冀扬三州刺史、建安郡公。
- 母亲：丁氏，梁驾部郎中丁超之女。
- 弟弟：王脩陁，南朝陈长沙国侍郎、给事中、羽林监，隋左武候大将军、右光禄大夫、鄱阳郡公。
- 侄子：王硕度，字元节，隋朝任永州湘源令、廓州河津令、检校廓州司马。隋末出仕薛举，入唐任豫州郾城令。龙朔二年卒，年八十八。夫人曹氏，仪凤三年卒，年九十八。子王绍基、王绍业。
- 侄子：王守节，唐凉州总管、上柱国、吴兴郡开国公。子王绍文，唐贞观中进士及第，任检校潞州司户参军，武周天授二年卒，年七十八。夫人袁氏，洺州总管、上柱国、郜国公袁子幹之孙。延载二年卒，年六十九。

## 生平
王远知之母丁氏一日梦见有灵凤环绕身旁，不久就有了身孕，还听到腹中的啼哭声，名僧宝志就对其父王昙选说：“生子当为神仙之宗伯也。”
王远知出身官宦世家，自幼博览群书。他先后拜茅山的陶弘景、宗道先生臧競为师，学习道法和儒学。由此知名，受到陈朝皇帝和镇守扬州的晋王杨广的召见。杨广即位后，大业七年（611年）出巡到涿郡，再次派员外郎崔凤举邀请王远知到临朔宫，对他行弟子之礼，并为他建造玉清观，让他主持。次年回洛阳后又让王远知随从巡幸扬州，王远知告诫炀帝不宜远离京城，但炀帝不听，只是让他去中岳嵩山修斋仪。
王远知与唐高祖李渊是旧识，李渊建立唐朝后，秦王李世民在征伐王世充时，曾与房玄龄微服拜访，王远知出门远迎，称秦王为圣人，必作太平天子，要顾惜身体。并为秦王授三洞法籙。
李世民登基后，王远知多次请求回茅山，贞观九年（635年），太宗下诏在润州茅山建造太平观，并度道士七十七人，为王远知侍从。王远知从洛阳坐官船，四月回到茅山，不久即在茅山逝世，享年一百二十六岁（宫内淳平在1977年發表的一篇簡短的劄記中，討論了王遠知的生卒年，認為他應該出生於梁大通二年（528），貞觀九年（635）八月去世時當爲108歲，而不是《舊唐書》本傳等所載的126歲。）。唐高宗调露二年（680年），追赠王远知为太中大夫，谥曰昇真先生。武则天临朝，又追赠金紫光禄大夫，天授二年（691年），改谥曰昇玄先生。

## 弟子
- 潘师正
- 徐道邈
- 陈羽
- 王轨